# روز مادر (فیلم ۲۰۱۰)
روز مادر (انگلیسی: Mother's Day) فیلمی در ژانر ترسناک و مهیج به کارگردانی دارن لین بوسمن است که در سال ۲۰۱۰ منتشر شد.

## بازیگران
- ربکا د مورنی
- جایمی کینگ
- بریانا اویگان
- دبورا آن ول
- الکسا وگا
- شان اشمور
- فرانک گریلو
- پاتریک فولوگر
- کندیسه مک‌کلور
- وارن کول
- لیزا مارکوس
- مت اولری
- ای. جی. کوک
- جی لاروس
- مایک ابرین